# Свято-Успенська Святогірська лавра (монета)
«Свято́-Успе́нська Святогі́рська ла́вра» — пам'ятна монета номіналом 5 гривень, випущена Національним банком України, присвячена відомій архітектурно-історичній пам'ятці (XVII—XIX ст.) — Святогірському Успенському монастирю, якому в 2004 році присвоєно статус лаври. Монастир, побудований біля підніжжя гір на правому березі річки Сіверський Донець, вперше згадується в 1624 році. Головну роль у його архітектурній композиції відіграє Миколаївська церква (XVII ст.) — найдавніший храм монастиря, основна частина якого розміщується в скелі.
Монету введено в обіг 8 грудня 2005 року. Вона належить до серії «Пам'ятки архітектури України».

## Опис монети та характеристики
| Номінал грн. | Метал      | Маса, г | Діаметр, мм | Якість виготовлення       | Гурт     | Тираж, штук |
| ------------ | ---------- | ------- | ----------- | ------------------------- | -------- | ----------- |
| 5            | нейзильбер | 16,54   | 35,0        | спеціальний анциркулейтед | рифлений | 45 000      |

### Аверс
На аверсі монети зображено Чудотворну ікону Божої Матері Святогірської, по обидва боки якої два ангели тримають дари — монети, хрести, підвіски тощо, вгорі півколом напис «УКРАЇНА», праворуч — малий Державний «Герб України», ліворуч — рік карбування монети — «2005», унизу півколом — «П'ЯТЬ ГРИВЕНЬ»; логотип Монетного двору Національного банку України.

### Реверс

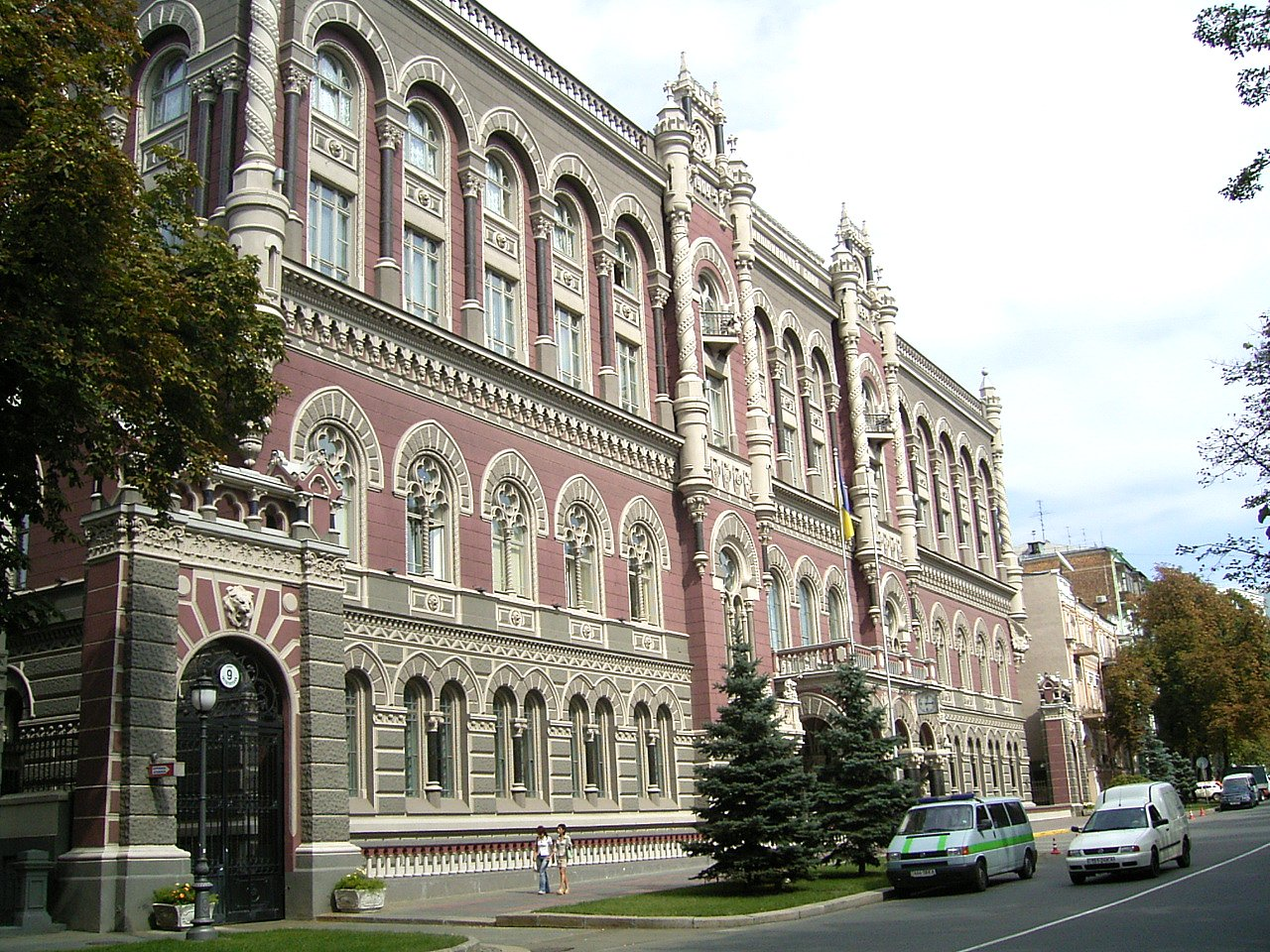
Будівля Національного банку України

На реверсі монети на березі річки зображено древній Святогірський Успенський монастир, розташований біля підніжжя крейдяних гір, укритих густим лісом, та вгорі півколом напис «СВЯТО-УСПЕНСЬКА СВЯТОГІРСЬКА ЛАВРА».

## Автори
- Художник — Кочубей Микола.
- Скульптор — Дем'яненко Володимир.

## Вартість монети
Ціна монети — 20 гривень була вказана на сайті Національного банку України в 2012 році.
Фактична приблизна вартість монети з роками змінювалася так:
| Рік        | 2010 | 2011 | 2012 | 2013 | 2014 | 2015 | 2016 | 2017 | 2018 | 2019 | 2020 | 2021 | 2022 | 2023 | 2024 | 2025 |
| ---------- | ---- | ---- | ---- | ---- | ---- | ---- | ---- | ---- | ---- | ---- | ---- | ---- | ---- | ---- | ---- | ---- |
| Ціна, грн. | 30   | 30   | 40   | 50   | 55   | 80   | 100  | 115  | 120  | 120  | 130  | 150  | 155  | 290  | 360  | 440  |